# Affaire des surirradiés de l'hôpital d'Épinal
L'affaire des surirradiés de l'hôpital d'Épinal fait suite à une mauvaise utilisation, en France, de la radiothérapie pour des patients atteints de cancer, notamment de la prostate, au début des années 2000. À la suite d'une erreur de programmation dans le système de planification de traitement, des patients sont irradiés avec des doses supérieures à la prescription de 20 à 30 %. Une des causes de l'accident évoquée par le rapport de l'Inspection générale des affaires sociales est l'absence de notice en français.

## Chronologie

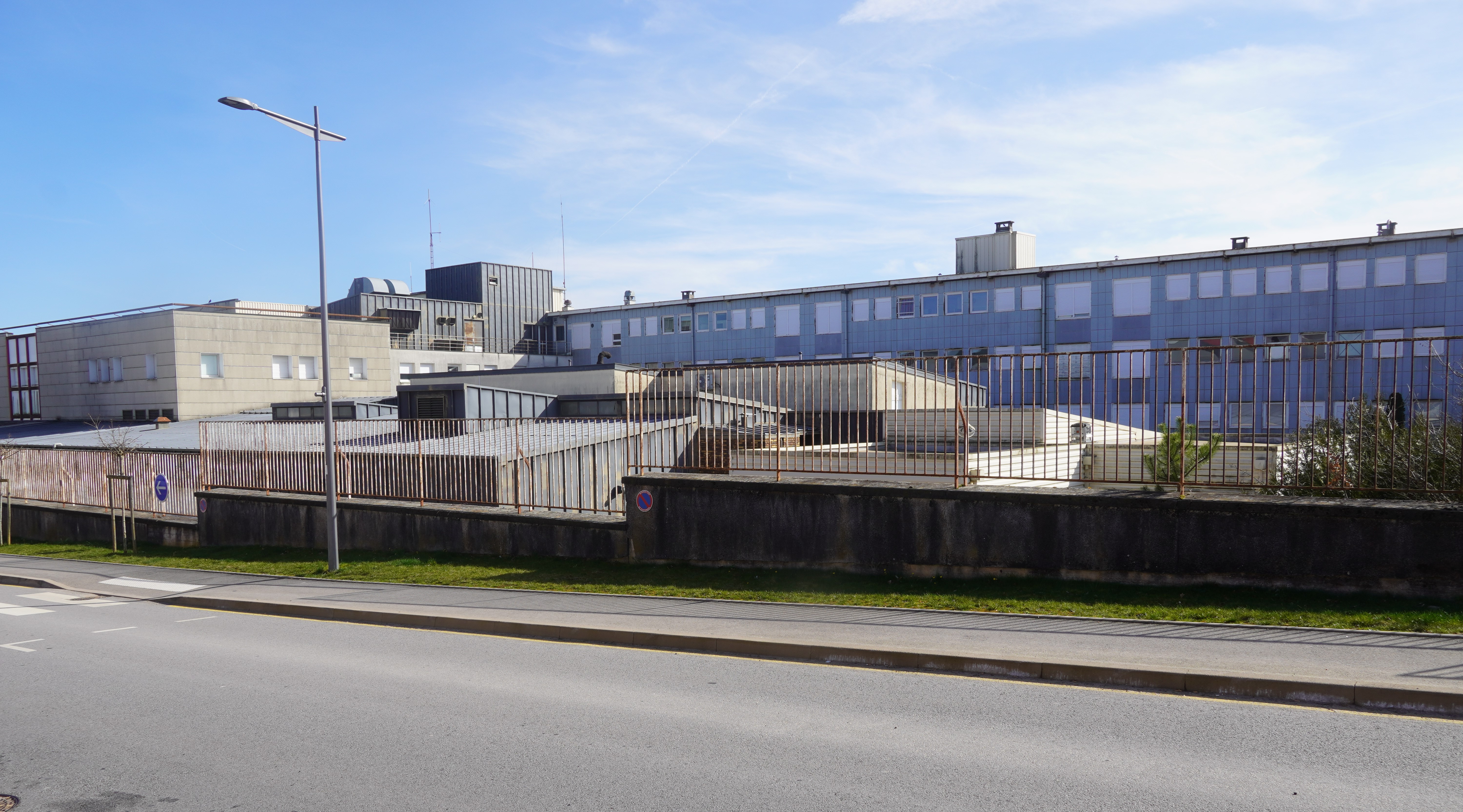
L'ancien centre hospitalier Jean-Monnet désaffecté (2024).

Dès 2005, des troubles apparaissent chez des patients traités par rayons à l'hôpital Jean-Monnet d'Épinal (devenu depuis le centre hospitalier Émile-Durkheim) pour des cancers de la prostate.
Il apparaît que vingt-quatre patients ont subi entre mai 2004 et août 2005 une surirradiation supérieure à 20 %. Cinq d'entre eux sont morts. Les autres souffrent, pour la plupart, de rectites ou de cystites "invalidantes", avec des douleurs "rebelles aux traitements morphiniques". D'autres surexpositions moins fortes, de 8 à 10 %, ont été révélées, également pour des traitements de cancers de la prostate, chez 411 patients entre 2001 et novembre 2006. Enfin, entre 1987 et 2000, une erreur de calcul systématique a provoqué la diffusion d’une surdose de rayons, entre 3,1 % et 7,1 %, chez près de 5 000 patients au total,,,,,,,.
Le procès de l'affaire des surirradiés de l'hôpital Jean-Monnet d'Épinal se déroule du 24 septembre au 31 octobre 2012. Le médecin Jean-Marc Simon affirme mardi 2 octobre devant le tribunal correctionnel de Paris que 12 personnes sont décédées des suites des accidents.
Le verdict rendu le 30 janvier 2013 par la 31e chambre correctionnelle de Paris condamne les deux praticiens à 4 ans de prison, dont 30 mois avec sursis, soit 18 mois ferme, 20 000 euros d'amende et interdiction d'exercer pour homicides et blessures involontaires et non-assistance à personne en danger, mais les relaxe du chef de soustraction de preuves, alors que le physicien est condamné à la même peine, mais pour homicide involontaire ainsi que soustraction de preuves, mais relaxé de non-assistance à personne en danger. Les autres prévenus (directrice de la Ddass, directeur de l'ARS, directeur de l'hôpital d'Épinal) ainsi que le Centre hospitalier, personne morale, sont relaxés du chef de prévention de non-assistance à personne en danger.

## Bilan
Lors de sa visite à Épinal le 22 avril 2008, la ministre de la Santé Roselyne Bachelot a reconnu que 5 500 personnes traitées par radiothérapie à l'hôpital Jean-Monnet entre 1987 et 2006 avaient été victimes de surirradiation. Parmi ces victimes, vingt-quatre ont été très fortement irradiées pendant le traitement d'un cancer de la prostate entre mai 2004 et août 2005, et cinq sont décédées des suites des surdoses.
La ministre a assuré que les leçons avaient été tirées de ce drame. Les matériels des services de radiothérapie des 180 centres en France ont été vérifiés et reparamétrés. Le nombre de physiciens médicaux doit doubler d'ici à 2012.
En date du 6 mai 2008, la ministre a décidé de révoquer l’un des praticiens - le chef du service - et a prononcé un blâme à l’encontre de l’autre. Cette décision a été prise après avis du conseil de discipline des praticiens hospitaliers.
Le physicien médical, n'ayant pas de statut, a vu son contrat immédiatement terminé.
Dans les suites de cette affaire et de celle des surirradiés de Toulouse, un comité national de suivi des mesures pour la radiothérapie est créé. De plus, tout événement significatif en radioprotection (ESR) ou lié au matériel de radiothérapie doit être signalé ; un site de l'ASN et de l'ANSM opérationnel depuis le mois de juillet 2011 en permet la déclaration en ligne.